# 零系列角色列表
零
為日本厂商特庫摩开发的一部恐怖游戏系列的总称。自2001年发行首作以来，已推出了五部正傳作品：《零～zero～》、《零～紅蝶～》、《零～刺青之聲～》、《零～月蝕的假面～》、和《零～濡鴉之巫女～》。以及一部外傳作品《心靈照相機～被附身的筆記本～》；游戏平台則橫跨了PlayStation 2、Xbox、Wii、3DS和Wii U。
2014年9月27日，最新作《零～濡鴉之巫女～》在日本任天堂Wii U平台发售。
本條目為零系列作品中出場的人物情報，以作品分类（即同一人物的經歷將分段載於各作品段落下，例如已在三部作品中出場的雛咲深紅的人物介紹便分載於零～zero～、零～刺青之聲～、和零～濡鴉之巫女～段落之下）。請注意內容含有大量劇情細節。

## 零～zero～

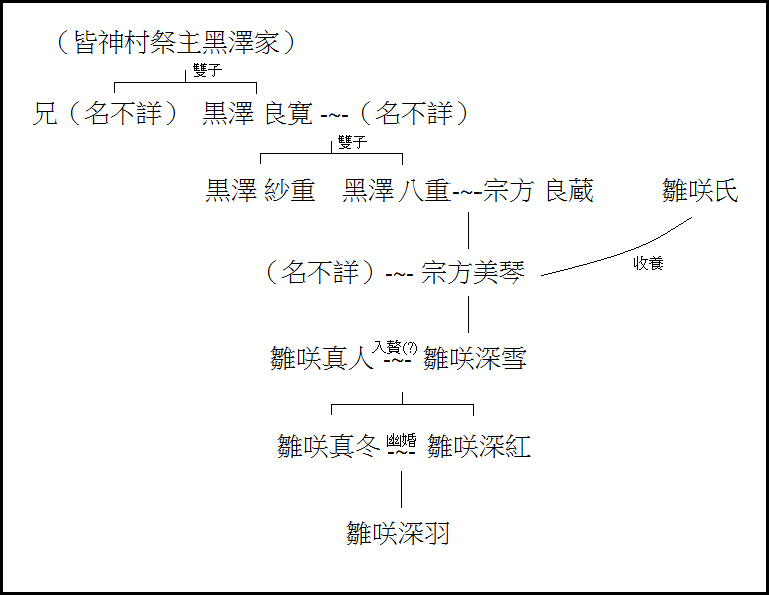
雛咲家系簡圖

雛咲深紅（雛咲 深紅（ひなさき みく），CV：涌澤利香）
女主角，學生，17歲。
天生擁有極強的靈力，因能看到靈界事物而畏懼與他人交心。她的父親在外地工作時身亡，母親則是由深紅自己發現上吊於家中樹上。父母雙亡後她和兄長相依為命，非常依賴作為自己唯一的理解者的兄長。她的頭上戴有自祖母處傳承下來的髮飾，並與兄長同樣在頸上配戴繩飾。
她為了尋找失蹤的兄長而來到冰室邸，卻展開一段恐怖的旅程。在發掘繩之巫女之謎的同時她也發現此處正是自己的曾祖父母曾帶著女兒住過的地方，也是他們消失之處。
深紅的角色印象色是紅色，但服飾在當年為了視覺設計上的因素，最後定案以白黑對比為主。經歷移植改版，PS2、XBOX和美版上的深紅樣貌有所不同。其中美版為迎合西方風格，將深紅的髮色和服飾都作了調整。
雛咲真冬（雛咲 真冬（ひなさき まふゆ），CV：金丸淳一）
遊戲序章的主角，深紅的兄長，23歲。
與深紅同樣天生擁有很強的靈力。無論外型性格皆與母親十分相似，是身形苗條皮膚白皙的青年。在遊戲開始時是一名記者。他在大學畢業時曾在出版社任職，在高峰準星底下作事。高峰相當賞識這名年輕人並對他多有照顧，兩人因此結下深厚情誼。真冬在出版社期間曾與天蒼螢同屬一個工作小組，兩人與人類學者麻生優雨皆是非常要好的朋友。
他在恩人高峰準星在冰室邸失蹤後動身前往尋找，並攜帶著母親所遺留下的射影機與遇上的惡靈戰鬥。不料後來在屋舍深處遇上繩之巫女霧繪，對方卻因他外型酷似當年自己的情人而讓他逃過自己的詛咒，並帶領其穿越冰室邸，最終使他有機會解開冰室邸之謎。真冬在持續探索冰室邸的同時留下手記，上頭提及他感到屋子在他周遭改變、甚至帶他穿越扭曲的時空。他和妹妹曾互相在冰室邸中看見對方的身影，卻始終無法交談。在NORMAL或HARD難度的結局，由於同情霧繪的遭遇，真冬選擇留下來陪著她並要求深紅獨自逃走（後作中便沿用此結局）。NIGHTMARE難度的結局，他則是選擇離開冰室邸，和深紅一起逃走。XBOX限定的FATAL難度結局，他和深紅一起逃走，同時獨自封印鬼門的霧繪也見到了生前心愛的那人。
真冬的角色印象色是承襲自母親的白色，名字的由來是自父親名字（真人）中取一字、再符合母親的印象（深雪）而成。
霧繪
冰室邸最後一代繩之巫女，17歲。
自從7歲被選為巫女人選後，冰室家為了讓她保持心靈的純淨便將她關在遠離塵囂的冰室邸中養大，連在庭院中散步的日子都加以限制。
在祭儀前夕恰逢一名容貌酷似真冬的年輕客人來訪冰室邸。初次接觸外界來的人的霧繪愛上了他，冰室家當主因而下令將該名男子藏起（即殺死）。仍然猜知心上人死亡的霧繪心情大受打擊，導致儀式失敗，瘴氣洩出。被瘴氣感染的霧繪化為怨靈，捕捉所有闖入宅邸的人並讓他們體驗與自己相同的下場：繩裂至死。但另一方面，霧繪對於自己未能完成儀式十分悔恨，導致分裂出另一個具有孩童長像的自己，並且幫助真冬和深紅修復失敗的祭儀。
高峰準星（高峰 準星（たかみね じゅんせい））
懸疑小說的暢銷作家。
對真冬於私於公都照顧有加，對舉目無親的真冬來說是如同導師一般的人物。苦於寫作瓶頸、因為對古代儀式有興趣而帯著助手平版巴和編輯緒方浩二來到冰室邸取材。
親眼目睹助手遭霧繪殺害，最後在鳴神神社被霧繪繩裂致死。
平坂巴（平坂 巴（ひらさか ともえ））
高峰準星的助手。
擔任助手的同時也從事寫作，希望未來有一天能自立。雖有靈力但不及深紅和真冬，對於去冰室邸取材此事抱有不好的預感。
在冰室邸中不斷的見到霧繪，最後在逢魔之淵遭霧繪繩裂致死，死後仍不斷的徘徊在冰室邸，想要幫助高峰。
緒方浩二（緒方 浩二（おがた こうじ））
高峰的責任編輯，同時也擔任恐怖雜誌的執筆。
為了下次的恐怖專題取材而和高峰一起來到冰室邸，沒有靈力。平時好奇又愛管事，但真正發生事情時又膽小如鼠。
最後因太害怕躲進衣櫥中，但還是逃不過繩裂之慘死。死後徘徊在冰室邸，向深紅求救。
宗方良藏（宗方 良蔵（むなかた りょうぞう））
民俗學家，在零～紅蝶～中帶著黑澤八重離開村子，最後結為夫妻，生下女兒宗方美琴。
為了讓體弱多病的妻子養病，同時進行民俗研究工作，舉家搬遷進冰室邸，並全心投入冰室邸的神秘儀式研究。在此期間，妻子上吊，女兒失蹤，宗方也因打開了鬼之口的門而被怨靈拖進去，全家家破人亡。
宗方八重（黑澤八重）（
在零～紅蝶～的故事中，逃出皆神村後失去了記憶，嫁給了照顧自己的宗方良藏，改名宗方八重，並生下了女兒美琴。是真冬和深紅的曾祖母。
自小體弱多病，靈力很強，但長大後靈力卻慢慢地消失。後來被女兒美琴撿到的射影機重新觸發了靈力。女兒意外失蹤後因為太過自責而在中庭的櫻花樹上上吊自殺。
宗方美琴（雛咲美琴）（
良藏和八重的女兒，真冬和深紅的祖母。
小時候和朋友在冰室邸遊玩時，遇見了少女霧繪，霧繪給了他一台相機（即為玩家在零～zero～中使用的射影機），不料拿回去卻啟發了母親的靈力。有一次手持射影機和朋友一起玩捉迷藏時全體遭到怨靈神隱，只有美琴因為射影機的保護而活了下來。再次被找到時由於父母雙雙失蹤（其實皆在冰室邸身亡），被父親的好友雛咲先生收養為養女，從此改名為雛咲美琴。
雛咲深雪（雛咲 深雪（ひなさき みゆき））
主角們的母親。無論對誰都很溫柔，相對的個性纖細、身體虛弱。
學生時代和考古學者真人結婚，曾幫助丈夫拍攝發掘的遺跡和發掘品。小學畢業以前靈感強大，由於得知自己的孩子遺傳相同的靈力而感到痛苦不已，要孩子們不可向別人說起他們的靈力。由於丈夫忙於工作長年不在家，纖細的深雪逐漸感到壓力。又因為發覺孩子們的靈力而受到打擊導致心病，不願向任何人說話。後出於興趣使用母親美琴遺下的「射影機」進行攝影，卻因此重新觸發靈力。無法承受看見靈體與相機所拍下的異常照片所帶來的恐怖，帶著相機在庭院中的樹上上吊自殺。深雪外貌和宗方八重很相似，因此深紅在遊戲中見到八重時產生了熟悉感。
雛咲真人（雛咲 真人（ひなさき まさと））
主角們的父親，全神貫注在研究上的考古學者。
因為忙於追查各地遺跡，整天都在全國各地移動，幾乎不怎麼回家。在研究途中因事故身亡。
冰室邸當家主（氷室家当主）
恪守冰室家規，十分受到家臣愛戴，為自成一格的用刀高手。但為了確保封印黃泉之門的繩裂儀式順利進行，下令殺掉霧繪的心上人，反而招致了禍刻。
最後受到瘴氣的侵蝕而發瘋，用刀殘殺全家的人，接著在大廳的佛壇自殺而死。死後臉上戴著儀式用的鬼面面具，揮刀殺害任何進入宅邸的人。
神官
神官有四個，分別代表巫女的兩手及兩腳。在執行儀式時分別推動綁住巫女四肢的四個軸輪，將沾染血的繩子製成「裂繩」，用以封印黃泉之門。
後來因儀式失敗，被發瘋的主人砍下腦袋，其靈也在主人的背後不斷受苦。（用藍圈打中冰室家當主時，會有神官的臉冒出。）
目隱之鬼
鬼遊儀式中第一個被抓到而選出的小女孩。十七歲時會在目刺儀式中被強行戴上鬼隱面具刺瞎雙眼，以擔任下一輪的鬼遊儀式中的「鬼」。
在遊戲中，雙眼蒙上染血的布，因為看不到，因此對聲音特別敏感。

## 零～紅蝶～
天倉澪（天倉 澪（あまくら みお）, CV：神田朱未）
本作故事的主角，15歲（Wii版零～真紅之蝶～中被修改為17歲。）為雙子中的妹妹，性格較為活潑。
出生為入贅的亡父天倉操舊姓麻生，是射影機發明者麻生博士的子孫。澪雖然具有感應到靈的能力，但能力較為繭弱。若和繭接觸後便可以看到繭所看到靈異現象。姊妹兩小時候居住於接近皆神村的水上地方，一天外出遊玩時繭由於為了追趕上澪，不甚失足摔落山腳。造成繭一腳受傷後，澪一直對其愧疚於心，並且將長守在姊姊身邊視為自己的責任。長大後兩人有天重返小時候遊玩的溪谷，繭卻忽然受到不知名之物誘惑消失在森林深處，而緊追在後的澪就這樣闖入了重複著虐殺之夜的皆神村……
结局「紅蝶」中亲手掐死了姊姊繭完成了儀式，並追隨著其幻化的紅蝶直到村口（可視為連結下作零～刺青之聲～的正史結局）；结局「虚」中，为了救出掉入虚的姐姐而看到了虚，被虚中强大的怨气冲伤了眼睛从而失明。在结局「约定」（仅出现于XBOX版）中，和姊姊一起平安地逃出了村子。虽然游戏中没有说明，但可以认为在開頭中，澪在看到立於鸟居前哭泣的八重时就已為其所附身，只是由于灵感不强，并未受到八重的控制。
天倉繭（天倉 繭（あまくら まゆ）, CV：川澄綾子）
雙子中的姊姊，性格較為內向安靜且體弱，對澪有著病態的依賴與佔有欲。
具有強大的靈感力，也因此容易被附身，只要和澪在一起便能保有自己的意識。在童年墜崖事件過後便因腳傷而無法快速行走，追不上奔跑起來的澪。在困難難度的最終戰中，画面音的右聲道是繭的内心獨白，從那裡可以知道年幼時的墜崖事故實際上是繭有意為之。在结局「虚」的最後一个镜頭中，可以发现繭看着已经失明的妹妹澪微笑，她知道以後不用再擔心澪丟下他一人，因為他們必須得仰賴對方。
黑澤八重
皆神村祭主黑澤所生雙子中的姊姊（皆神村的兄弟姊妹以後出生者為姊姊），與澪同樣是活潑的性格。是零系列初作零～zero～主角雛咲真冬和雛咲深紅的曾祖母。
和妹妹紗重的感情非常要好。因為不想執行儀式，在儀式的當天與紗重一同逃跑。在逃跑的過程中沒注意到紗重跌落到山腳下，返回村落尋找時卻發現村子早已消失，僅剩下村口的鸟居。受到失去妹妹和村落消失的雙重打擊之下她失去了記憶。立在鸟居前哭泣時被遵守和樹月的約定前來的宗方良藏發現並保護，兩人日後便結為連理。婚後八重變得性格陰暗且體質虛弱，和良藏之間育有一女名為美琴。美琴在父母雙亡後受父親的朋友收養，改姓雛咲。
黑澤紗重（黒澤 紗重（くろさわ さえ）, CV：川澄綾子）
雙子中的妹妹，非常依賴姐姐。怨靈名是「身著血染和服之女」。
在成長過程中，感受到雙子之間的差異而害怕，擔心會有與八重分開的那天，於是從小便期待可以藉由儀式與姊姊合而為一。在儀式的前一天與八重一起逃跑，卻不甚摔落山腳，被趕來抓人的村民給抓回去。一直深信八重會回來完成儀式的紗重，最後遭到執行儀式的宮司們弔死在鳥居上並被拋入虛之中。儀式失敗造成大償，她和作為生贄之「楔」的真壁清次郎的怨靈也重現於虚之上，殘殺了全村的村民并将整个村子笼罩在黑暗之中。紗重在看見總是幫助兩姊妹的樹月弔死的遺體，並且誤解自己受到八重拋棄後精神崩壞，在無人的皆神村裡徘徊，等著八重終有一天歸來。
黑澤良寬（黑澤家当主）
八重與紗重的父親，為皆神村儀式的祭主，主掌著全村的祭祀，在很久以前也曾經為了祭典殺死自己的雙胞胎弟弟成為「鬼隻」。妻子因為所生孩子竟是終將進行儀式的雙子而受到衝擊，產後不久便跳下虛之深淵自殺身亡。
立花樹月（立花 樹月（たちばな いつき）, CV：保志總一朗）
立花家雙子中的哥哥，在紅贄祭中被祭司代手殺死了弟弟睦月(並非親手執行)，并導致儀式失敗，因為太過思念睦月而一夜白发。失敗的紅贄祭也因此必須由黑澤家的雙子再次舉行。由於曾經和弟弟約好不要讓黑澤家的雙子遇到同樣的事情，因而以自身為餌、協助兩人逃離村子。最後被村民抓起來關在倉庫中的牢裡，在協助兩人逃走後於牢中上吊自殺。遊戲中在出現樹月在牢裡自殺的情節前，都可以繞到牢的後院去找樹月取得資訊。樹月會把澪當成八重。
立花睦月
立花家雙子中的弟弟。被祭司代手殺死。为躲避紅贄祭，树月曾计划带着他逃离村子，因为睦月身体虚弱只能作罢，与哥哥约定“不让黑泽家姐妹遭遇同样的命运”。
立花千歲（立花 千歳（たちばな ちとせ），CV：米本千珠）
樹月、睦月的親生妹妹，對樹月非常依賴，由於視力不好缺乏安全感，因此個性上非常怕生，只要一有陌生人便會躲在壁櫥，一直認為樹月之所以被關起來是八重害的。手上掛有樹月送的鈴鐺。在大償的時候因為害怕而躲在壁櫥，最後死在壁櫥裡。深恨八重，因為將主角澪當成八重而對她攻擊，在過程中若主角反抗或是採取攻擊，則會跌在地上哭泣。是零系列以來，擁有相當人氣的怨靈人物。
真壁清次郎（怨靈名：繩の男；楔）
民俗學者，帶著從朋友麻生邦彥那得到的射影機，來到皆神村探訪。用著射影機一一記錄及挖掘皆神村儀式的祕密，之後雖知道可能會遇害，但因對虛的好奇而選擇留下並被囚禁，後來被當為陰祭裡的「楔」而犧牲，在大償時殺害全村村民，和纱重一同登场，关系不明。
宗方良藏
真壁清次郎的助手，和真壁一同前往調查村子的事，也是樹月的好友。得知村子裡有祕祭的事，因而向真壁提意調查。後來真壁讓宗方先行離去，再返回村子時，只發現空蕩的村口及站在村口前茫然的八重。將失憶的八重帶回照顧後，兩人結為連理並生下女兒宗方美琴。一家為了調查傳說而住進了氷室邸。（即是初作零～zero～的舞台）
槙村真澄
為了即將新建的水壩，來皆神村附近進行地質、地形調查團的一員。在调查过程中誤入皆神村，尝试过寻找逃出村子的方法并为后来的主角留下了不少线索，被楔殺死。
須堂 美也子
槙村真澄的女友，在男友失蹤後，在尋找男友的過程中誤入皆神村，虽然得以和槙村再会，最後被槙村的怨靈殺死，自己也成为怨灵。
桐生善達
茜與薊的父親，生活在早于八重和纱重的时代，由於為了安慰傷心的茜，身為製偶師的他做了一尊薊的人偶。後發現人偶已經被惡靈占據成為了「軀」，並且操縱著茜，因而想毀掉人偶，最後被軀操縱的茜給殺死。
桐生茜
雙子巫女中的姊姊，生活在早於八重和纱重的时代，在紅贄祭中殺死了妹妹薊，在得到薊的人偶後無時無刻不跟人偶在一起，最後靈魂被人偶所操縱。大偿发生时已为故人。
桐生薊
雙子巫女中妹妹，生活在早于八重和纱重的时代，在紅贄祭中犧牲，認為已經和姊姊合而為一，非常討厭人偶而且想毀掉人偶，因而在暗中一直幫助父親。游戏中和茜一起出现的怨灵并非桐生薊，而是被恶灵附身的人偶。

## 零～刺青之聲～
黑澤怜（黒澤 怜（くろさわ れい），CV：皆川純子）
自由攝影師，23歲。
在自己駕駛時所引起的車禍事故中失去了即將結婚的未婚夫，麻生優雨。在獨自生存的自責與冀望追隨亡者而去的思念中不得不強打精神活下去的她，在因攝影工作而前往的「幽靈屋敷」中見到與優雨相似的身影。回到自宅後便不斷的夢見不可思議的夢，同時還有神秘的刺青伴隨著不斷深入的夢境逐步侵蝕著她的身體。
怜的角色形象，和第五作零～濡鴉之巫女～之中的黑澤密花相同，皆以1954年的電影《大江東去》中由瑪麗蓮·夢露所飾演的角色為發想。根據遊戲監督所述，是想重現瑪麗蓮夢露那歷經複雜情感而帶有憂愁感與肉感的身軀所具有的氛圍。另外怜與密花同屬身具看取能力的黑澤一族，因而刺青最後的結局也有身為黑澤一族的怜看取了零華最後記憶的意義在。
原先年齡被設定為26歲，但因以主角年齡來說太過老成而被修改為23歲。
雛咲深紅
黑澤怜的助手，19歲。
在擔任怜的助手同時，也有著成為攝影師的志向。查覺到怜在失去未婚夫後將自己埋首於工作中轉移注意力，無論在公私雙方都支持著怜。自小便深知自己擁有強烈的靈能力，也因此被捲入某個事件中。在事件中失去兄長後於無意識下自行封印了靈能力。但受到怜的影響下也做起惡夢，並且取回了一度喪失的靈能力。懷着對兄長強烈的思念，被「沉眠之家」所吸引，再次體驗恐怖旅程。
怜對她的評語是個開朗的孩子。興趣是製作和收藏和風飾物。也曾經製作手工蠟燭，並贈送了一些給怜。
深紅的刺青和怜不同，是紅色的。
天倉螢（天倉 螢（あまくら けい)，CV：織田優成）
非小說類作家，26歲。是第二作零～紅蝶～的主角天倉繭和天倉澪的叔叔。
是優雨生前的好友，曾在優雨所屬的編輯部出版自己所寫的書籍。為了因故沉睡的姪女澪，獨自一人調查被稱為「沉眠之家」的都市傳說，卻使得自己也遭到惡夢囚禁。做為現實主義者，對於心靈現象抱持懷疑態度，靈能力也不高，因而主要是善用自己的體能與智力在惡夢中探索。
長得和已故民俗學者柏木秋人十分相似。
麻生優雨（麻生 優雨（あそう ゆう)，CV：黑田崇矢）
民族學編輯，享年25歲。黑澤怜的未婚夫。
在一次車禍中身亡，去世前正與螢一起調查都市傳說「沉眠之家」。優雨也是雛咲真冬的好友和前同事。當真冬在冰室家失蹤後，優雨便一直負責照顧深紅。
是射影機發明者的麻生邦彥的後人。
雛咲真冬
深紅的兄長。
23歲時於冰室邸調查中下落不明。兩年後，妹妹深紅在「幽靈屋敷」看到哥哥模糊的身影。
和優雨曾隸屬相同出版社編輯部，和螢亦有往來。他曾托付好友優雨，一旦自己發生什麼意外時，代自己照顧深紅。
Ruri（ルリ（るり））
深紅所飼養的貓。
在意志消沉的黑澤邸中，做為家族的一員擔任著賦予大家元氣的重責大任。中意的場所有起居室的沙發、晴天的庭院、和深紅的膝頭。
天倉澪
螢的姪女，15歲。
三個月前，水壩失踨事件中唯一逃脫的人，對自己親手殺死姊姊繭一事感到十分慚愧及懊悔不已。後來一度失去意識，因太過想念失去蹤影的姊姊，而被夢囚禁著。
久世零華（久世 零華（くぜ れいか)，CV：皆川純子）
刺青的巫女，原名雪代零華。
由於所居住的村子被毀，失去雙親的零華，以巫女身份被接到久世家。其後目睹戀人被殺，因過於悲傷與憤怒導致儀式失敗。
乙月要（久世要）（
久世鏡華和秋人的兒子，久世雨音同母異父的兄長。
由於久世家禁止生男，因而被驅逐出村，由乙月家收養。其後與零華相戀。做為書生離開村落前往都市求學，也曾和麻生博士見面。最終在雨音的幫助下，進入刻宮內與零華相見，卻被守護儀式的久世夜舟殺死。
久世鏡華（久世 鏡華（くぜ きょうか)）（怨靈名：梳髪的女子（髮を梳かす女)）
久世要及雨音的母親。久世家當主夜舟的女兒。
因想念已離村的柏木秋人，每天向着鏡台持續梳着被秋人稱讚過的長髮，终日哭泣着等待絕對不會回來的秋人。
久世夜舟（久世 夜舟（くぜ やしゅう)，CV：山口奈奈）（怨靈名：久世家當主（久世家当主)）
「久世之宮」的神社主人（當主），也是久世鏡華的母親。
監督村中的傳說和儀式，最後在零華的儀式失敗時因近距離承受刺青巫女的詛咒而無法從苦痛中解放。
柏木秋人（柏木 秋人（かしわぎ あきと)）
民俗學者。
久世家禁止男性居住在村內，只是為了傳宗接代而把秋人帶進久世家作客。後來與鏡華相戀，但當鏡華懷孕後被流放出村，之後被殺。
瀧川吉乃（瀧川 吉乃（たきがわ よしの)）（怨靈名：生還的女子（生き殘った女)）
墜機事件的唯一生還者。
被內心的愧疚所困，抱著強大的思念在醫院中進入惡夢世界「沉眠之家」。
鳴海天涯（怨靈名：隱藏其顏的男子（顏を隱した男)）
守谷家最後的木工工頭。
是上代宮大工留下來沒成為忌柱的人，破戒後建議當主修建眠之宮和使用人柱，完成後殺死其他木匠才自殺。
久世冰雨（久世 氷雨（くぜ ひさめ)）（怨靈名：身著巫女裝的少女（巫女姿の少女)）
四鎮女中年紀最長，深得夜舟信任。
得知雨音觸犯禁忌時，與時雨、水面於奈落追上雨音，將其咎打處死。並奉夜舟遺命，執行最後之咎打，將時雨與水面於封閉的房間咎打，其死後仍忠於職守，監視著進入房子中的人們。當儀式失敗引發破戒之後，她為了將因破戒而出現的狹間限制在久世宮而繼續儀式的收尾，在殺死水面和時雨之後一個人靜靜地迎接死的來臨。
冰雨的髮型是長直髮。
久世雨音（久世 雨音（くぜ あまね), CV：黒葛原未有）（怨靈名：身著巫女裝的少女（巫女姿の少女)）
久世要（乙月要）為同母異父的兄妹，唯一一個完全厭惡自己職責的鎮女。
是久世鏡華與另一不知名男人所生下的女兒，從母親那裡得知哥哥的事，在擔任鎮女期間，發覺零華為其兄之戀人。在久世要潛入久世之宮後，引導其進入禁地刻宮。之後因為擔心哥哥狀況而追過去，在奈落底被其餘三個位鎮女追上並以咎打處死。她的靈魂出現在深紅面前，請求深紅代她幫助久世零華和乙月要。
雨音的髮型是雙馬尾。或許是四鎮女之中最好辨認的。
久世時雨（久世 時雨（くぜ しぐれ)）（怨靈名：身著巫女裝的少女（巫女姿の少女)）
被遴選為鎮女而迎入久世之宮，將雨音當作妹妹看待。
在雨音決定幫助其兄時，曾一度試圖勸阻。因奉命處死雨音而內疚不已，於最後的咎打中命喪冰雨之手。
時雨的髮型是短髮，在前額有留瀏海。
久世水面（久世 水面（くぜ みなも)）（怨靈名：身著巫女裝的少女（巫女姿の少女)）
被遴選為鎮女而迎入久世之宮，年紀最幼，道德感薄弱。
對於能釘打真正的巫女一事感到高興，於最後的咎打中命喪冰雨之手。
水面的髮型是短髮，並在側邊用髮夾固定。
淺沼切子（怨靈名：四肢爬行的女子（四つん這いの女)）
於強盜事件中全家遭到殺害，但因被雙親藏在櫃子中而逃過一劫，但卻在事件發生後四天才被從櫃子裡救出。
之後因精神打擊而住院，卻漸漸被引入「沉眠之家」，最後身體灰化自醫院失蹤。無法從狹窄的地方出來，現身在地下通路及床下攻擊深紅。
葛原蒔枝（怨靈名：徬徨著的母女（母親）（徬徨う母娘（母）)）
每天帶著女兒至山上尋找失蹤的丈夫，隱約知道丈夫應已凶多吉少，為女兒著想不敢告訴女兒。
被引入沉眠之家，持續向他人打探丈夫的行蹤。
葛原梢（怨靈名：徬徨著的母女（女兒）（徬徨う母娘（娘）)）
父親因幫自己撿球而跌落山谷，卻不敢告知母親真相，每天與母親持續於山中搜索。最後也被引入沉眠之家。

## 零～月蝕的假面～
水無月流歌（水無月 流歌（みなずき るか），旧姓：四方月（よもつき），CV：能登麻美子）
十年前朧月島神隱事件中的五名少女之一，現年17歲。擅長彈奏鋼琴。
原為朧月島的住民。幼年時期被父親當做試驗面具效果的對象，曾無數次戴上不同的面具，導致月幽病嚴重發作住進灰原醫院的朧月館。當時使用的名字是四方月流歌，因父母離異而由父姓改從母姓。神隱事件過後有關幼時出生的家、父親的樣貌以及自己的經歷等記憶全部喪失，唯一能記起的是一段鋼琴譜所彈奏出的旋律片段。為了找回失去的記憶而不顧臥病在床的母親小夜歌的阻止，依靠熟悉的音律的指引重新踏上朧月島。在島上調查的過程中逐漸恢復當年的記憶，最後在月讀崎燈塔上彈奏出由死去的母親教給她的秘曲「月守之歌」鎮靜朔夜的靈魂，並把已死去的怨靈解放。
麻生海咲（麻生 海咲（あそう みさき），CV：澤城美雪）
當年神隱事件的五名少女之一，現年17歲。個性強勢。是零系列中靈石照相機的發明者麻生邦彥博士的後代（和麻生優雨關係不明）。
由劇情中出現的文件暗示可能為麻生博士與月守巫女的後代，持有從自己家中帶來的靈石照相機。當年失蹤的五名少女中的兩位離奇死亡後，又於鏡中看到一名神秘的黑衣少女指引方向，帶著圓香回到朧月島調查。在島上苦苦追尋著被自己忘記的「最重要的人」，同時還要尋找跟自己一起來到島上卻失蹤的圓香。在胎道所連接的洞穴中想起自己「最重要的人」的真身，被朔夜擁抱而失去意識倒地。在困難模式破關一次以上後出現的結局追加畫面中，抱著人偶從沉睡中甦醒，見到前來的圓香後拋下人偶迎向圓香，最後在朧月島海岸的鳥居前目送許多靈魂進入靈道中。
月森圓香（月森 円香（つきもり まどか），CV：後藤沙緒里）
當年神隱事件的五名少女之一，現年17歲。性格文靜柔弱，幼年曾遭受霸凌。
對海咲有著極深的依賴，自幼便受到海咲的照顧與保護，對她特別順從。由於姓氏「月森」日文發音與「月守」相同，劇中文件也曾提及月森家的孩子會受保佑，可能也是月守巫女的後代。神隱事件後失去家庭被麻生家接回扶養。因為幼年受到亞夜子的霸凌產生陰影，懷疑海咲也只是把她當做玩具耍弄。覺得對海咲來說她只是某個人的替代品，一直暗自害怕海咲有一天會想起「最重要的人」的事情。出於對海咲的擔心也陪同她來到朧月島。與海咲失散後獲得了照相機，但卻因為太害怕急著想逃出去，將相機遺留在紀念館。逃離的途中漸漸回復失去的記憶。變成怨靈後先後攻擊流歌及海咲。於結局追加畫面中以非怨靈的姿態出現在海咲面前，在看到海咲平安無事後，微笑著逐漸消失。
霧島長四郎（霧島 長四郎（きりしま ちょうしろ），CV：小西克幸）
曾負責調查朧月島神隱事件，是當年將五名失蹤少女救出的刑警，現為私人偵探。
為追捕當年的殺人嫌疑犯灰原耀，接受流歌的母親小夜歌保護流歌的請求並且收下小夜歌所給的靈石燈後來到朧月島。單戀著小夜歌。獨自一人在充滿幽靈的島上進行調查，最後在灰原醫院與灰原耀一起從屋頂跌落。但原來他早就在數年前已經死去，成為不斷重複死前進行的任務的地縛靈。回復死亡記憶後將月蝕之面的碎片在當年找到神隱少女們的地點交給流歌，最後更代替剛彈奏完月守之歌筋疲力盡的流歌幫朔夜覆上面具。
灰原朔夜（灰原 朔夜（はいばら さくや），CV：田中理惠）
灰原重人之女，灰原耀胞姊。天生擁有巫女體質，容易失去自我意識的女子。
十年前進行禁斷的儀式歸來迎失敗後，月幽症加深陷入昏迷、沉睡在朧月館的地下。八年前在「無苦之日」覺醒，以「咲（開花）」面貌重回地上，見到她的臉的人都因為月幽病「共鳴」所導致的「咲」死亡。在生前與麻生海咲關係非常良好，將自己的「最重要的人」送給了海咲。似乎與其胞弟灰原耀有不倫之戀。最後被彈奏出「月守之歌」補完儀式的流歌鎮伏後隨眾靈解放，前往零域。
灰原耀（灰原 耀（はいばら よう），CV：櫻井孝宏）
灰原重人之子，灰原朔夜胞弟，在東京開設了灰原醫院分院，27歲。
對其姊姊朔夜抱有親情以上的感情，擔心著她的病。在東京為病患執行了非正規手術而引發了三條人命，引起警察的追緝。雖然冷酷不道，唯獨對著朔夜時很溫柔的樣子。見到朔夜「咲」的姿態後失去希望。出於無聊不斷挑撥霧島追逐自己，後與霧島墜樓同歸於盡，但其實他亦早在八年前死去。
亞夜子（亞夜子（あやこ））
朧月館二樓207病室「蘭月」中的病患，保持著「咲」之時的14歲容貌。
因為月幽病的關係而造成精神分裂，喜愛破壞與生命死亡前的痛苦表情，她會把看到的東西都稱為「玩具」。曾經把圓香從樓梯上推落、把她所養金絲雀的頭剪掉，也曾抓著二樓護士的頭髮將她拖行入室。
（根據劇情暗示：她是灰原姊弟亂倫所生的女兒。）
水無月小夜歌（水無月 小夜歌（みなづき さやか），CV：鵜飼留美子）
水無月流歌之母，委託長四郎進行調查並保護流歌。
十年前的失蹤事件後離開丈夫宗也，並讓自己和女兒使用自己原本的姓氏水無月。母方家系代代擔任島上的月守巫女，傳承鎮靜靈魂的秘曲「月守之歌」。離開島上後因病住院，在病院中委託長四郎保護流歌，給了他防身的道具靈石燈。
四方月宗也（四方月 宗也（よもつき そうや），CV：立木文彦）
水無月流歌之父，曾為水無月小夜歌之夫，是打造面具的職人。
沉迷於先祖四方月宗悅打造出通往零域的面具「月蝕之面」的傳說，一心想要重現那個面具，因此灰原家為提供面具幫助舉行歸來迎。因為太過沉迷面具而走火入魔，失去了當年和小夜歌結婚時的溫柔個性。流歌成功鎮靜咲夜魂魄後，拾起了自己所打造的月蝕之面，對流歌露出了她始終想不起來的、童年記憶中的溫柔微笑。
四方月宗悅（四方月 宗悅（よもつき そうえつ））
四方月家傳說中的天才面具職人。
傳說中打造出了可鎮定眾靈，通往零域的面具「月蝕之面」。然而使用該面具的儀式失敗，並引發了災禍「無苦之日」，宗悅本人則在儀式後失蹤。他的子孫宗也在許多年後發現了他的手稿，並企圖重現出「月蝕之面」。
灰原重人（灰原 重人（はいばら しげと））
灰原朔夜與灰原耀之父，在島上經營灰原病院。
妻子因巫女體質導致的精神不安定而自殺。灰原家是島上的重要世族，以祭主身分歷代承繼島上祭典，握有相當權勢。灰原重人在繼承先祖遺訓的同時，也嘗試在經營的灰原病院中以西洋醫學治療月幽病。認為使用傳統知識和西洋醫學研究月幽病是自己的使命。
片桐省二（片桐 省二（かたぎり しょうじ））
來自外地受雇於灰原病院的助手，負責協助灰原重人進行月幽病治療的實驗，29歲。
不信任身為雇主的灰原重人，對於實驗越來越不人道而痛苦。最後受不了良心的責備以告密電話告知長四郎失蹤少女所在地，在朔夜重回地面的「無苦之日」中，與島上其他人同樣在「咲」後成為怨靈。
遠野樁（遠野 椿（とおの つばき））
從外地前來擔任島上的護士，在朧月館三樓裡照看月幽病的患者，23歲。
她對工作的熱心奉獻在島上受到良好評價，被居民邀請擔任島上為觀光活動所舉辦的朧月神樂中的巫女。於儀式舞蹈進行到高潮時昏倒，當觀眾向前查看時已經氣絕身亡。
她在遊戲裡以兩種不同的外貌現身，其一為將頭髮盤起的護士姿，其二則是身著神樂服飾的「器」之姿。雖然容易與灰原朔夜弄混，但相對於朔夜所著的紅色服飾，樁的神樂服飾為白色，並且帶有頭飾。
千堂翳（千堂 翳（せんどう　かげり））
朧月館三樓311病房「神歸月」裡的病患。身著全黑洋裝，並推著載有人偶「我」的輪椅。
對其雙子姊妹千堂馨有深切的執著。渴望兩人能夠合而為一，甚至刻意引發使千堂馨無法行走的意外。在千堂馨死後住進朧月館。將同樣身穿黑色洋裝的等身大人偶「我」視為千堂馨化身，時常將其載在輪椅上四處散步，並在中庭目睹朔夜重返地面的「無苦之日」。
千堂馨（千堂 馨（せんどう　かおる））
拒絕其雙子姊妹千堂翳的願望，卻也知道自己無論逃到何處她都不會停止追尋。因此作出消失的決定（疑似自殺）。
曲木游光（曲木 遊光（まがき　ゆうゅう））
朧月館三樓309病房「色取月」裡的病患。自稱畫家。
本名不詳，游光似乎是筆名。平時安靜的在自己的病房中作畫，但護士觀察到他會自言自語著不連貫的話語。他宣稱他看見未來將會有個紅衣女子為島上帶來毀滅，並畫了有關此事的大幅油畫。
雨木一人（雨木 一人（あまき　かずと））
朧月館二樓206病房「焦月」裡的病患。有偷東西的習慣。
有著短髮的男孩。會把病房外頭的東西（例如走廊上的面具）認做自己的所有物拿走，藏在自己的房間裡。
奈奈村十萌（奈々村 十萌（ななむら ともえ））
當年神隱事件的五名少女之一，是從外地前來島上的居民，失蹤事件之後離開島上，十年後離奇死亡。
篠宮鞠絵（篠宮 鞠絵（しのみや まりえ））
當年神隱事件的五名少女之一，是從外地前來島上的居民，失蹤事件之後離開島上，十年後離奇死亡。

## 零～濡鴉之巫女～
不來方夕莉（不来方 夕莉（こずかた ゆうり），CV：種田梨沙）
擁有「影見」能力的少女，19歲。
在交通事故後失去家人獨自存活下來，變得可以看見過去的幻影以及死者等「不該存在的事物」，然而醫師及身旁的人只是當作災後創傷症處理。不被理解的夕莉受到孤立後仍舊持續接觸「死的存在」而受到死亡誘惑。失蹤之際，被視為遭到「神隱」，於是向黑澤密花發出了影見的委託。在自殺之前被密花救回，現在待在密花的住處「古董・喫茶 KUROSAWA」當房客。
基於「會看見」帶來的恐懼感，極力避免與他人發生接觸，幫忙店裡的時候也主要都是打掃和整理，閒暇時顧店而已，不太會負責接待客人。由於原本個性認真，被拜託或是看見困擾的人都無法無視，所以這種摸到就能窺見心思的能力使她很煩惱。興趣是自行車運動，理由是「能覺得單獨一人很自然」。
終之雫時受到日上山即將消失的本柱逢世的召喚，前往位於彼岸湖深處與黑之澤的交界點。在那裏將發生最後的戰鬥，結局將可能會是夕莉看取逢世並讓夜泉回歸黑之澤；又或者在逢世的懷中一起跳下懸崖墜入湖心深處。
雛咲深羽（雛咲 深羽（ひなさき みう），CV：內田真禮）
為了尋找失蹤的母親而進入日上山，遭到神隱的少女，17歲。
父親是雛咲真冬，因此她是深紅兄妹超越生死犯下禁忌所生下的小孩（也就是「夜泉子」。詳細請看本篇「雛咲深紅」列底下的解說。）。
自小就靈感強烈，可以看見靈的存在，並能透過觸摸來窺見常人的思考。懂事後開始可以看出他人對沒有雙親的自己所說的，那些溫柔的話語下潛藏的謊言，並對看懂的自己感到恐懼。無法忍受自寄養家庭中受到的同情和憐憫，在強烈的孤獨感之下成長。也因此強烈需求著唯一能夠理解自己的母親。被星探挖掘後進入演藝圈，演出數部連續劇，但作為雜誌模特兒等攝影工作仍占多數。如同靈媒般有著受角色附體程度的高超演技，被視為下一代新生代女星的潛力股。逃離養母家後，追尋著母親的行蹤來到日上山。因為讀心的能力而對他人十分冷淡，並在言談中帶有優越感的傾向。擅長說謊（比如演戲）也擅長看破謊言，但對別人的謊言卻無條件的聽從。對生存的感覺稀薄。與母親同樣在生死間猶豫不決的夕莉是除了母親之外唯一一個讓她燃起關切的對象。被同樣能夠看取的夕莉相互讀心後，雖然想要原諒對方，然而自幼孤獨的她仍然學不會如何掌握相處的距離。
在終之雫於骨董屋倉庫醒來後，追隨著母親深紅的身影前往大禍境，依據深羽在彼岸湖前的行動將決定深紅的去留。
放生蓮（放生 蓮（ほうじょう れん），CV：鈴木達央）
作家，以取材為基礎完成虛構故事的文風廣為人知，23歲。
文風導致寫作經常耗費大量時間，期間會更換筆名，「無論是什麼」都會寫。個性上比較隨性，會以直覺來行動，但膽子和力量都不強。為了將「弔喪照片」取用為下次作品的題材，向密花發出影見的委託。和密花是尋找資料時認識，後來要尋找資料用的古董與古書時，就會委託密花調查。
有著「年幼時期在祭典上殺死少女」這樣的記憶，「下手時被少女望見」的夢使他倍受困擾。也因此不擅長應付女性，一旦被盯著看，就會有些鬼鬼祟祟的樣子。
放生家是麻生家的分家，因此應為麻生邦彥後代。與麻生邦彥樣貌相似，亦有身為麻生博士轉世一說（但從未被證實）。
在終之雫跟隨著麻生博士年輕時的殘影前往結之家。手持著兩人的寄香面對白菊或逢世二擇一的抉擇。依據蓮的抉擇將出現四種結局：與白菊同入箱中、或打倒她並看取她最後記憶；拍攝逢世、或擁抱她並聽取她最後心聲。
黒澤密花（黒澤 密花（くろさわ ひそか），CV：田中敦子）
經營「骨董・喫茶 KUROSAWA」，與夕莉同樣持有「影見」的能力，為了搜索某個失蹤少女而進入日上山，下落不明。23歲。
她透過向老婆婆們學習、以及閱讀文獻，學會傳承在這個地區的「影見」。藉由一名老婆婆遺留的「射影機」，她經營古董咖啡廳的同時，也會承接尋找失物的業務。也有為了興趣幫人占卜，她的容貌以及充滿迷霧般的感覺，使她在來店的女學生之中小具名氣。她咖啡在味道上素有定評，喜歡的一句話是：「人生有時只是1杯咖啡的溫度的問題」。
救下意圖自殺的夕莉之後，認領無處可去的夕莉，開始兩人同居。雖然能明白夕莉的痛苦與孤單，但自己的力量並沒有強烈到足以「窺見觸摸的人的記憶或祕密」，只能「感覺到」靈的存在，以及別人的心思。因此始終不清楚夕莉試圖自殺的理由。
在搜索夕莉之前原本也尋找過許多失蹤者，自從其中一人在自己眼前自殺，以及收到自殺報告時委託人的反應，使她遭受打擊明白一個人的孤單，拒絕往後的委託。然而，日上山的異變造成失蹤者增加，自己的身邊也開始出現失蹤者。再加上深羽的委託人那哀戚的話語使她動了惻隱之心，於是重新開始搜索。找到夕莉時，覺得夕莉的身影與在眼前自殺的少女疊合在一起。又因為關心失蹤者們心裡的孤單，加上自己也開始感覺到一個人活著到死去的孤獨，於是奮不顧身阻止夕莉。
擁有影見能力、窺見失蹤者的死亡、知道死亡的孤獨等經歷使她被視為日上山巫女的適任者，受引誘前往山裡，但被夕莉救出。
鏡宮累（鏡宮 累（かがみや るい），CV：坂本真綾）
放生蓮的助手。稱呼蓮「老師」，仰慕著他。時常叮嚀蓮的行動與生活態度，已經成為與家人相同的存在，17歲。
在蓮的家裡當房客，是經由雜誌社介紹得到僱用。但蓮的說法是「不知不覺就出現在家裡了」。擅長蓮不太會的資料製作與整理，所以最近這些事幾乎都被交給累負責。蓮家的煮飯、打掃，以及洗衣等各種家事全都被累一手攬下，所以蓮在他面前抬不起頭來。
雖然抱有對蓮的戀心而傾向將自己當成女性，遊戲中也能見到接近女性的描寫，實際上性別在遊戲製作人員的刻意設定下仍舊成謎。製作小組內部各有看法的同時，也表示希望讓玩家自由解釋。
冰見野冬陽（氷見野 冬陽（ひみの ふゆひ），CV：今井麻夏）
委託密花尋人的少女，為了尋找失蹤的朋友百百瀨春河，一個人前往日上山。
為了密花的占卜，頻繁前來「古董‧喫茶　黑澤」的女學生之一。由於最近沒有來店裡，和夕莉沒有見過。原本等待著密花「是否接受委託尋人，我想慎重考慮」的後續回答，最終等不下去，前來古董店。然而並未見到店長密花，於是在心急之下自行前往日上山。當夕莉前去將她帶回山下時，意外在走散後遭受怨靈附體，並以短刀自刎身亡。
和春河當年一起參與了同學招集的集體自殺，然而在另外三位同學溺死之後，只有她和春河意外一起活了下來。因為這次意外兩人結下了深刻的羈絆，並相約總有一天要再度一起迎向死亡。
百百瀬春河（百々瀬 春河（ももせ はるか），CV：戶松遥）
冬陽的同學，為了密花的占卜時常出入「骨董・喫茶 KUROSAWA」。
被記錄上密花留下的「尋人」檔案內的其中一名搜索對象。是由冰見野冬陽所發出的委託。依據冬陽的證言，據說在日上山附近有被目擊。和冬陽是從小一起長大的同學，同樣是為了密花的占卜來店的其中一人。和夕莉沒有見過面。個性軟弱溫柔，容易隨波逐流。就連密花的占卜這件事，也是因為「大家都過來」這樣的理由才跟著前來。在集體自殺事件後和冬陽一起活了下來，然而具有靈力的春河卻接收了另外三位同學死前的最後意念，並開始受到夕陽誘惑。
被夕莉自山上救回後春河仍然關心著冬陽的行蹤，於是受到冬陽的靈所誘惑再度回到山上的胎內洞窟中，並進入匪內，完成日上山巫女的儀式。然而受夜泉影響徹底怨靈化了。
在深羽結局中能看見春河和冬陽手牽手望著夕陽的背影，可得知她們兩人已在那個世界相會並和解。
雛咲深紅
雛咲深羽的母親，年齡不詳。
在冰室家宅邸發生的作家失蹤事件中，失去唯一的親人，兄長雛咲真冬。之後寄居到兄長的朋友，麻生優雨家，擔任攝影家黑澤怜的助手。在刺青之聲故事被省略的結局中，和怜同樣在涯之淵見到深愛之人，並和兄長犯下禁忌。之後以懷孕為契機辭去助手的工作，一個人產下深羽，即是和死者之間生出來的「夜泉子」。產下深羽後她已用盡活下去的氣力，並意識到自己大限已至。她選擇在死前將哥哥的靈魂自封印的黃泉之門前解放出來作為自己最後的任務，離開年僅3歲的深羽。並在14年後，被女兒自日上山結之家的柩籠中帶出。遊戲中有關夜泉子的傳說暗示，深羽可能知道她父親的身分。
麻生邦彥（麻生　邦彦（あそう くにひこ）)
在江戶末期至明治初期活躍的科學家。
研究所謂「魂魄或靈魂」這種「肉眼看不見但被認為實際有的存在」，以及「常世・隱世」等等此類「異界」。在研究過程中開發出了據說可映照「不應存在之物」的射影機。以科學家來說屬於異端，所以著作與研究記錄幾乎都沒怎麼流傳下來。旅經日本各地時，都會將製作的射影機交給當地，或是贈送給研究異界的朋友，所以現在還有好幾台射影機存在，據說偶而也會出現在古董市場的交易清單上。
年幼時期，生長於和日上山不同的別座山，陽炎山附近。少年時代的麻生，在此地認識幼巫女「白菊」。之後在她成為人柱被送往日上山的儀式上切下她的頭髮，擔下受取寄香的重任。其後書生時代的麻生在作為科學家獨立研究之前，為了研究「異界」和進行田野調查，以步行探訪日本各地並拍攝照片。以試做中的射影機拍攝出來的照片，由於「連靈魂也能顯像」而造成話題，受到日上山委託拍攝「弔喪照片」。受邀後麻生進入山中，拍攝黑澤逢世的照片。當時雖然對美麗優雅的逢世動心，但只有用照片形式將逢世的靈魂拍下從山中帶了回去。之後的他埋頭於異界的研究之中，這些行為的內心深處是否有著對逢世或白菊的心意，就無人知曉。他的死未知是否與冰室家事件有關，但在蓮的書室找到麻生的寄香(白菊的頭髪)和疑似遺書的信紙。
榊一哉（榊　一哉（さかき かずや））
密花所尋找的失蹤者的其中一人。是蓮的朋友，與蓮一起尋找弔写真。似乎是個花花公子。
蓮從學生時代至今的朋友，不過現在是在繁華街工作。兼職接下蓮的收集資料委託的他，在收集「弔喪照片」資料的途中失去蹤影。由於平時就有亂跑的癖好，使得密花不是很想理會蓮發出的搜索委託。個性上有些自戀，另外工作與生活上也有諸多問題，導致密花會叮嚀蓮注意和他之間的來往。這麼一位離正常結婚極端遙遠的人，卻突然打電話報告要結婚了，對蓮而言相當吃驚。其實他是受到逢世照片的誘惑後前往日上山進行幽婚，卻對等待著的新娘外表感到恐懼、加上心中還存有對蓮的執念導致幽婚失敗。最後蓮找到他時已經成為殘存的破碎靈體。
渡會啓示（渡会 啓示（わたらい けいじ））
研究日上山傳統的民俗學者。在日上山建造房舍居住，有一天忽然失蹤了。
由英國人父親和日本人母親所生，原本居住在英國，迷上日本的民俗學，因此移居日本。為了蒐集日上山的民俗傳統和失傳儀式的情報，在山上蓋了房子定居，最後行蹤不明。他關於日上山的著作並沒有進行一般的出版，只有個人整理的研究論文在古書店、古董店之類的地方少量流傳。所以作為研究者的身份，也幾乎都不為一般人所知。只是，他的居所在日上山觀光化失敗後成了「迷路屋敷」，作為鬧鬼場所成了傳說。他本人也據傳在那裡遭到咒殺身亡。實際上，他如同後來的一哉，受到逢世照片的誘惑下進行幽婚、並失敗成為怨靈。
成海明（成海 あかり（なるみ　あかり））
在過去密花曾受到委託搜尋過的少女。
一向使用影見來搜尋遭到神隱者的密花，最後尋到成海明之時對方卻在她面前跳下山崖自殺身亡。密花為了自己成為讓成海自殺的最後一條導火線而感到非常懊悔，從那以後凡是接到尋人的委託都表現的相當躊躇。
白菊（CV：高森奈津美）
出現在形代神社的迷之少女。白髮紅瞳。持有名為「人型見」的無臉人偶。
是日上山信仰尚盛行的江戶時代後期，住在日上山信仰有關連的陽炎山的幼巫女，從小就擁有僅觀看就能讀取思考的看取之力。但身體虛弱，被認定為命不長久。她曾經有一次生命垂危，之後恢復過來。而在日上山，認為「曾經死過一次者」就不會再死，可以成為強力的「人柱」。就決定將白菊放入柩籠當成「箱入大人」，從陽炎山送到日上山去。日上山由於需要強力的「人柱」，一直都有在從其他各山收集可以成為強大人柱的人。白菊進入「匪」之前，將切髮作為寄香的儀式的執行者，選為年幼時期的麻生博士。少年時代的麻生雖然收下了寄香，卻因為年幼時代祭典上的事情不似現實，一直以為只是在夢中所發生。為了拍攝逢世要用的相親照片而進入山裡的麻生博士雖然有路過形代神社，卻沒有發現到白菊的存在，就這麼下山了。在日上山作為山腹中柱埋在地底深處的白菊，只能和遭到神隱的孩子們持續著永遠的遊戲，等待直到帶著寄香的人(麻生邦彥)再次到來。
黑澤逢世（黑澤 逢世（くろさわ おうせ），CV：桑島法子)
幼時在大洪水中生存，瀕死的經歷讓她獲得強大的靈力，因此被送上日上山成為巫女，在日上山的巫女中算是力量特別強大的她，被選為沉入黑澤、也就是沉入隱世的「本柱」。原本僅為親人皆逝的孤兒，被選中後起姓為黑澤。
為了避免永遠流落在夜泉中的人柱太快就溶化，就有必要舉行幽婚的儀式，但如此一來，就需要有畫師來繪製適合用來相親的繪馬。此時，風傳可以製作出「描出靈魂的圖畫」的機械的麻生博士就被邀請過來。攝影時喜歡上美麗哀愁的逢世，並在心中默默地道出傾慕之情的麻生博士，以及讀取到麻生博士的心意，讓靈魂的一部分給射影機拍攝走的逢世，兩人之間產生不可言喻的連結。在儀式進行途中，關閉柩籠時，殘留著「對麻生的情念」和永遠無法與之再相見的愁思，再加上同一時間，從遭到樞木恭藏殺害的巫女們身上繼承的死者意念，全部流入逢世身上，導致柩籠敞開，夜泉溢出，發生災厄。沉入黑澤的逢世反覆承受巫女們接引到的所有死亡痛苦，以及一個人沉落的孤單，漸漸接近作為人柱的極限，直至現代。日上山則透過將受誘惑前來的神隱的女性封入匪中作為人柱的方法，勉強維持著將災厄閉鎖在山上。逢世在自己即將溶入夜泉消失之際，將和自己擁有相同力量與孤獨的夕莉，以及擁有麻生邦彥靈魂的蓮兩人引誘到山中。
片品紡〔，CV：高森奈津美(一人分配兩角)〕
進入日上山後失蹤的少女。被家庭所疏離、自暴自棄之下反覆自殺未遂，進入日上山後失去消息。
由於家庭內的人際關係導致失語症，經過幾次自殺未遂後，消失無蹤。雖然密花認識的醫師發出搜索的委託，但這份委託又被家屬給取消。這名身為密花朋友的醫師感覺，失蹤的原因就藏在複雜的家族關係之中。
樞木恭藏（枢木恭蔵（くるるぎ　きょうぞう））
將日上山巫女們慘殺的男性。
因暗戀姊姊志乃而將與志乃交往的男性殺害。又在姊姊上吊自殺後遷怒於日上山巫女。卻在面對巫女時因害怕被看見深藏心中的戀心而決心在日上山展開屠殺。並且在殺害巫女後，將她們的眼睛一個個割壞。最後引火自焚。
火繼守（火継守（ひつぎもり））
守護在日上山信仰中具重要地位的「忌火」的神官們。雖然忌火擁有能保護人不近夜泉的力量，卻因為其光芒太強而使火繼守在雙目失去視力後，以布覆面。
夜泉人（夜泉人（よみびと））
將匪與柩籠搬運至下沉場所的男子們。必須以活人之姿接觸夜泉，也因此無法生活在太陽下，只能在夜晚與地底下出沒。
水籠祈（水籠祈（みこもり　いのり））
從前住在日上山，以看取將來訪者導引至死亡的巫女。化為靈體後也仍舊為了將人們導向死亡而徘徊在山上。
水籠笑彌（水籠笑彌（みこもり　えみ））
從前住在日上山的巫女。為了看取殺死巫女的恭蔵，在逃跑的恭蔵身後緊追不捨，後被割破口唇殺害。
水籠仄火（水籠仄火（みこもり　ほのか））
從前住在日上山的巫女。因為還是見習，只能藉由觸碰來進行看取。
結女
在日上山擔任祭司的其中一名婆婆，身著白衣。掌管幽婚，負責將稀人誘入山中執行幽婚，再將失敗的稀人送入忌谷。
匡女
在日上山擔任祭司的其中一名婆婆，身著黑衣。掌管人柱，負責將巫女作為人柱放入匪或柩籠中。
籠女
因為擁有強大的靈力而作為「柱」被封印到柩籠之中的巫女。作為人柱溶化後，成為怨靈。
諫女
日上山的巫女們。並未被裝入匪中，而是隨著柩籠被沉入水裡。觸碰到夜泉後化為怨靈，將人們拖入水中。
看取影像中諫女五人手牽手被水淹沒的場景，和春河、冬陽的集體自殺事件有互相呼應之處。
匪女
看取力量較弱的巫女，做為人柱被折斷四肢放入匪中。為守護山上的清澈之水，被沉在山上的各處水邊。觸碰到夜泉後匪敞開，而匪女開始將人誘入水中。
樞木志乃（枢木志乃（くるるぎ　しの））
在愛人被弟弟恭藏殺害後為追隨他而在日上山的樹上上吊自殺，將心中思念奉給靈山，死前被巫女所看取。被困在夜泉詛咒中不斷重覆著自殺過程。
祓川朋樹（祓川朋樹（はらかわ　ともき））
廢棄旅館「水籠溫泉・一縷莊」原來的主人。因山崩失去家人，在猶豫是否自殺時被志乃拖住腳踝缢死。
曲淵緋織（曲淵緋織（まがぶち　ひおり））
將心中思念奉給靈山，從瀑布頂端跳下自殺的女人。穿著家中最華麗的紅色和服。
遠峰雪穗（遠峰雪穂（とおみね　ゆきほ））
被曲淵緋織迫至崖邊墜落的女性。長髮，身著白色洋裝。
冷泉霧香（冷泉霧香（れいぜん　きりか））
將心中思念奉給靈山，以短刀自殺的女性。短髮，身著白色和服。
加嶋弘道（加嶋弘道（かしま　ひろみち））
開車經過日上山隧道附近遭遇怨靈而出車禍的男子。被怨靈操縱自己的車輾過身上死亡，化為怨靈後向著來訪的人尋求協助。
生沼晃（生沼晃（おいぬま　あきら））
日上山溶化在泉水中的眾靈之一。雖然外形為男性，實際上融合眾多的人格。為了尋找分擔苦痛的同伴，誘惑著進入山上的人。身著短袖外套。
辻浦真幸（辻浦真幸（つじうら　まさき））
日上山溶化在泉水中的眾靈之一。外形為男性，身著運動型長袖夾克。
深津瑞枝（深津瑞枝（ふかつ　みずえ））
日上山溶化在泉水中的眾靈之一。外形為女性，身著有扣長袖上衣和短裙。
汀奈緒（汀奈緒（みぎわ　なお））
日上山溶化在泉水中的眾靈之一。外形為女性，身著學生水手服。
天霧靜真（天木静真（あまき　しずま））
被奉納在形代神社的小孩靈。男孩。一邊與白菊玩著遊戲，一邊等待著永遠不會出現的迎接者。
奧寺古都（奥寺古都（おくでら　こと））
被奉納在形代神社的小孩靈。女孩。衣著樣式較為古老，綁著髮髻。
兔野百合音（兎野百合音（うの　ゆりね））
被奉納在形代神社的小孩靈。女孩。穿著有蕾絲的兩件式洋裝。
不知火（不知火（しらぬい））
封入孩童靈魂的人形。身披紅色花樣的和服、圍黃色腰帶。
紫苑
封入孩童靈魂的人形。身披粉紫花樣的和服、圍紅色腰帶。
水籠雫（水籠雫（みこもり　しずく））
殘存至現在的日上山女巫後裔。沒有能力的她在雨天上山試圖撫慰亡靈，卻遭逢意外過世。